# Дауелл (Іллінойс)
Дауелл (англ. Dowell) — селище (англ. village) в США, в окрузі Джексон штату Іллінойс. Населення — 368 осіб (2020).
Видобуток вугілля привів до села багато іммігрантів зі Східної Європи, зокрема русинів. Свого часу там була російська православна церква, яка зараз закрита – територія все ще обслуговується Свято-Покровська церква церква в сусідньому Роялтон.

## Географія
Дауелл розташований за координатами 37°56′22″ пн. ш. 89°14′22″ зх. д. / 37.93944° пн. ш. 89.23944° зх. д. (37.939573, -89.239529).  За даними Бюро перепису населення США в 2010 році селище мало площу 1,01 км², з яких 1,01 км² — суходіл та 0,00 км² — водойми.

## Демографія
Згідно з переписом 2010 року, у селищі мешкало 408 осіб у 178 домогосподарствах у складі 112 родин. Густота населення становила 402 особи/км².  Було 200 помешкань (197/км²).
Расовий склад населення:
| - 99,5 % — білих |

До двох чи більше рас належало 0,5 %. Частка іспаномовних становила 1,5 % від усіх жителів.
За віковим діапазоном населення розподілялося таким чином: 21,6 % — особи молодші 18 років, 64,7 % — особи у віці 18—64 років, 13,7 % — особи у віці 65 років та старші. Медіана віку мешканця становила 39,2 року. На 100 осіб жіночої статі у селищі припадало 100,0 чоловіків;  на 100 жінок у віці від 18 років та старших — 100,0 чоловіків також старших 18 років.
Середній дохід на одне домашнє господарство  становив 33 984 долари США (медіана — 22 500), а середній дохід на одну сім'ю — 42 374 долари (медіана — 35 000). Медіана доходів становила 43 125 доларів для чоловіків та 25 000 доларів для жінок. За межею бідності перебувало 33,9 % осіб, у тому числі 38,0 % дітей у віці до 18 років та 23,9 % осіб у віці 65 років та старших.
Цивільне працевлаштоване населення становило 113 особи. Основні галузі зайнятості: освіта, охорона здоров'я та соціальна допомога — 32,7 %, роздрібна торгівля — 27,4 %, виробництво — 12,4 %, мистецтво, розваги та відпочинок — 9,7 %.